# Carlo Falconi
Carlo Falconi (1915 – 1998) è stato un giornalista, saggista e vaticanista italiano.
Fu sacerdote cattolico dal 1938 al 1949, prima di dedicarsi ad inchieste sulla Chiesa cattolica e il Vaticano.